# Verrijzeniskapel (Eindhoven)

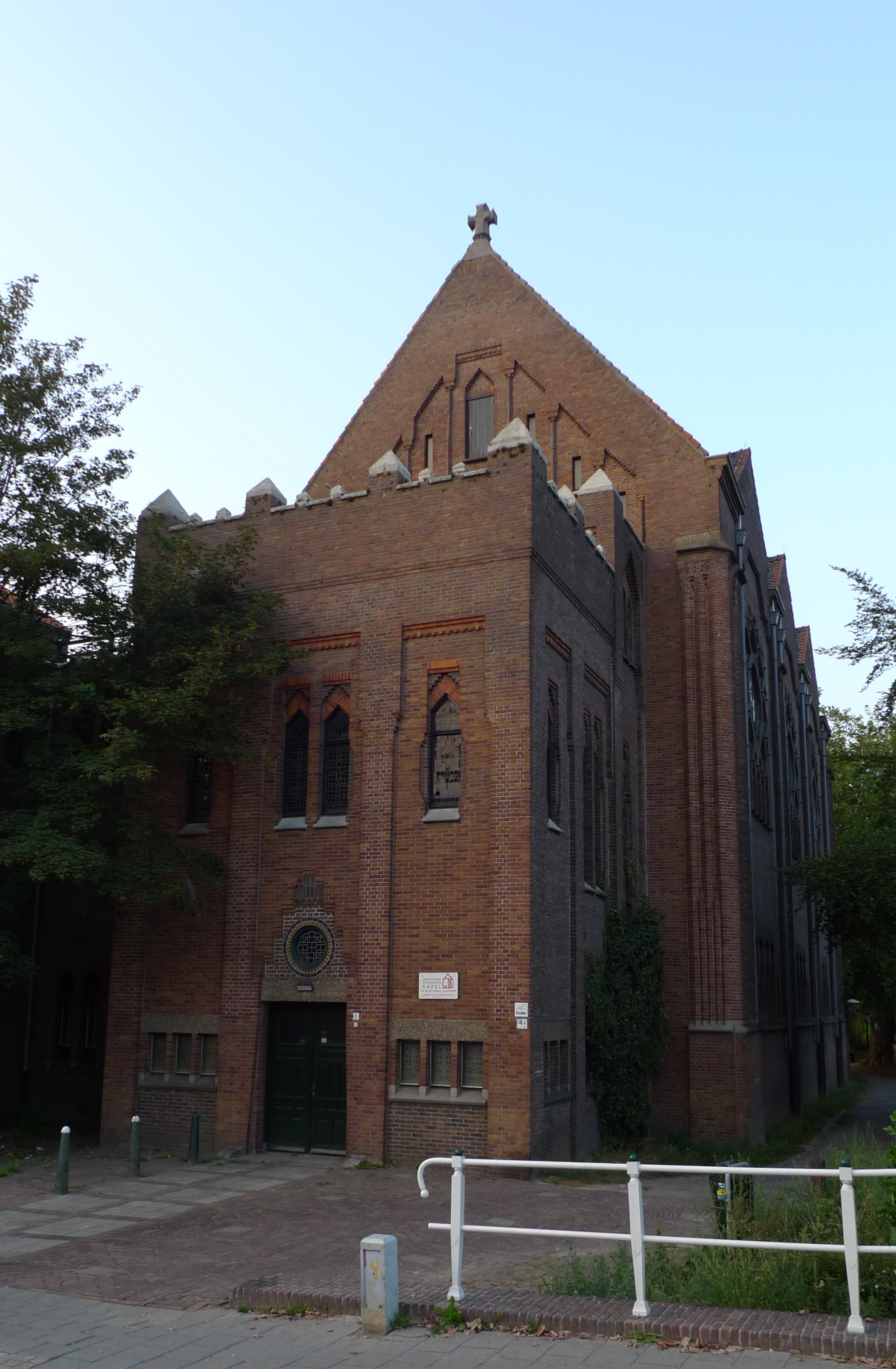
Verrijzeniskapel

De Verrijzeniskapel (ook bekend als Augustijnenkapel en Studentenkapel) is een kapel die zich bevindt aan Kanaalstraat 6 in het centrum van de Nederlandse stad Eindhoven.

## Geschiedenis
Deze kapel werd gebouwd ten behoeve van de zich uitbreidende middelbare school met internaat, het Augustinianum, die was verbonden aan het Augustijnenklooster Mariënhage. Het gebouw bevatte een recreatiezaal op de begane grond, en een kapel op de bovenverdieping, die aanvankelijk de Verrijzeniskapel werd genoemd.
Naast een nieuwe vleugel van het Augustinianum, ontwierp Paul Bellot ook het gebouw waarvan de kapel deel uitmaakte. Vermoedelijk werkte hij hierbij samen met Pierre Cuypers jr..
In 1959 verhuisde het Augustinianum naar een nieuw gebouw. De kapel werd in gebruik genomen door de pas opgerichte Technische Hogeschool Eindhoven. Er werden in de beginjaren nog colleges in gegeven en tentamens in afgenomen, maar uiteindelijk kwam ze in bezit van de Eindhovense Studentenkerk en deze hield oekumenische diensten en bijeenkomsten in de kapel.
Ook nu nog gebruikt de Studentenkerk deze kapel, maar daarnaast vinden er ook culturele manifestaties plaats.

## Gebouw
Het gebouw is een voorbeeld van baksteenexpressionisme. Een blokvormigvoorgebouw met een plat dak bevat het trappenhuis. Daarachter ligt het eigenlijke gebouw, wat gedekt is door een zadeldak. De kapel heeft drie traveeën, waarin grote vensters zijn aangebracht die in baksteen zijn uitgevoerd en, samen met het glas-in-lood, een bijzonder soort mozaïek te zien geven. Deze vensters zijn voorzien van keperbogen.
De kapel is, evenals de aanliggende gebouwen, geklasseerd als rijksmonument.